# Ales
För andra betydelser, se Ales (olika betydelser).
Ales (sardiska: Abas) är en ort och kommun på Sardinien i provinsen Oristano. Kommunen hade 1 410 invånare (2017). Ales gränsar till kommunerna Albagiara, Curcuris, Gonnosnò, Marrubiu, Morgongiori, Palmas Arborea, Pau, Santa Giusta, Usellus och Villa Verde.

## Kända personer
- Fernando Atzori: Guldmedaljör i flugvikt, Olympiska sommarspelen 1964 född i Ales.
- Antonio Gramsci, politiker och socialistisk filosof född i Ales.